# Carangoides oblongus
 Carangoides oblongus és un peix teleosti de la família dels caràngids i de l'ordre dels perciformes.

## Morfologia
Pot arribar als 46 cm de llargària total.

## Distribució geogràfica
Es troba des de les costes del Golf d'Aden i de l'Àfrica oriental fins a les de Fidji, Tonga, sud del Japó, la Mar d'Arafura i Austràlia.